# Hassana Alidou

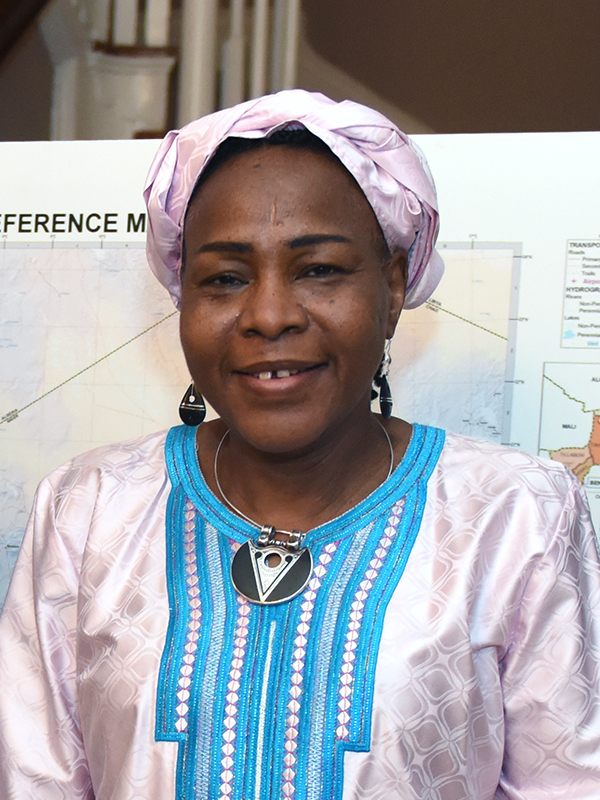
Hassana Alidou (2017)

Hassana Alidou (* 29. März 1963 in Niamey; † 10. Juni 2023) war eine nigrische Pädagogin und Diplomatin.

## Leben
Hassana Alidou ging auf die École Canada der Schwestern Unserer Lieben Frau von der immerwährenden Hilfe in Niamey zur Schule. Sie studierte an der Universität Niamey, wo sie 1987 ein Bakkalaureat in Sprachwissenschaft machte. Mit einem Stipendium setzte sie ihr Studium an der University of Illinois fort, wo sie 1991 den Mastertitel in Sprachwissenschaft machte und anschließend als Universitätsassistentin arbeitete.
Alidou kehrte 1993 nach Niger zurück und wirkte bis 1994 als Dozentin für Sprachwissenschaft an der Universität Niamey. Danach war sie für Deutsche Stiftung für internationale Entwicklung tätig, die sie bei einem Projekt für Grundschulbildung in Niger, Mali und Burkina Faso beriet. Ab 1996 war sie zudem Beraterin für Bildung und Alphabetisierung der niederländischen Entwicklungsagentur in Niger. Alidou dissertierte 1997 in Sprachwissenschaft an der University of Illinois.
Sie arbeitete von 1998 bis 2002 an der Texas A&M University als Assistant Professor für Englisch als Zweitsprache sowie als Koordinatorin für multikulturelle Bildung. Parallel dazu war sie von 1999 bis 2000 Dozentin für Bildung und Entwicklung an der University of Sussex und leitete von 2000 bis 2003 als akademische Direktorin ein Projekt für zweisprachige Bildung und Alphabetisierung der Deutschen Stiftung für internationale Entwicklung, der UNICEF und des Unterrichtsministeriums von Burkina Faso.
Hassana Alidou wirkte ab 2002 als Professorin an der Alliant International University in San Diego. Sie setzte sich für den Gebrauch indigener Sprachen anstelle von Englisch und Französisch bei der frühen Erziehung von afrikanischen Schülerinnen und Schülern ein. Sie beriet das UNESCO Institute for Education in zwei-, mehr- und muttersprachlicher Bildung in Afrika. Außerdem war sie Regionaldirektorin der UNESCO in Abuja.
Alidou wurde 2015 anstelle von Maman Sambo Sidikou Botschafterin Nigers in den Vereinigten Staaten. Ab 2016 war sie zudem als Botschafterin in Kanada akkreditiert. Sie wurde 2018 zur Sonderbotschafterin ernannt. Als Botschafter in der Vereinigten Staaten folgte ihr Abdallah Wafy nach.
Hassana Alidou hatte drei Kinder. Ihre Zwillingsschwester ist Ousseina Alidou.